# Fertrève
Fertrève är en kommun i departementet Nièvre i regionen Bourgogne-Franche-Comté i de centrala delarna av Frankrike. Kommunen ligger i kantonen Saint-Benin-d'Azy som tillhör arrondissementet Nevers. År 2022 hade Fertrève 92 invånare.

## Befolkningsutveckling
Antalet invånare i kommunen Fertrève
| Referens: INSEE |